# 麦积镇
麦积镇，是中华人民共和国甘肃省天水市麦积区下辖的一个镇。

## 行政区划
麦积镇下辖以下地区：
后川村、陈山村、刘坪村、贾河村、麦积村、草滩村、红崖村、卧虎村、永庆村、街亭村、杨何村、北湾村、滩子村、宏罗村和冯王村。

## 中国传统村落
2012年，街亭村被评为首批“中国传统村落”。